# طواف إينكو 2011
طواف إينكو 2011 (بالإنجليزية: 2011 Eneco Tour)‏ هو سباق دراجات هوائية أقيم بتاريخ 8–14 أغسطس، تكون السباق من 6 مراحل وامتدّ لمسافة 967.8 كم، استغرق السباق 22 ساعة 54 دقيقة 22 ثانية. فاز به النرويجي إيدفالد بواسون هاغن وحلّ ثانيا فيليب جيلبير بينما حصل على المركز الثالث ديفيد ميلار.

## الترتيب
| م                     | الدرّاج              | البلد           | الزمن                     |
| --------------------- | ------------------- | --------------- | ------------------------- |
| الفائز بالترتيب العام | إيدفالد بواسون هاغن | النرويج         | 22 ساعة 54 دقيقة 22 ثانية |
| الثاني                | فيليب جيلبير        | بلجيكا          |                           |
| الثالث                | ديفيد ميلار         | بريطانيا العظمى |                           |
| حسب النقاط            | إيدفالد بواسون هاغن | النرويج         | -                         |
| أفضل شاب              | إيدفالد بواسون هاغن | النرويج         | -                         |

## روابط خارجية
- طواف إينكو 2011 على موقع إحصائيات الدراجات الإحترافية (الإنجليزية)